# 中村明夫
中村 明夫（なかむら あきお）は、長崎県の音楽家、元高等学校教諭、現在は長崎短期大学准教授。吹奏楽指導者、講演活動家としても知られる。

## 略歴
長崎県佐世保市出身。中学時代、 吹奏楽部に所属し、チューバを担当。長崎県立佐世保北高等学校卒業。作陽音楽大学（現・くらしき作陽大学）音楽学部音楽学科卒業。
平成7年4月、長崎県立壱岐高等学校講師に着任。フリーランスの期間を経て、平成8年5月、長崎県立猶興館高等学校講師に着任。平成9年4月、長崎県立島原南高等学校 （現・長崎県立島原翔南高等学校） に着任（以後、教諭として）。平成11年4月、長崎県立対馬高等学校に着任。
平成20年4月、長崎県立佐世保東翔高等学校に着任し、2017年の県吹奏楽コンクールで自身が顧問を務めた吹奏楽部を九州大会出場に導く。コロナ禍においては、いち早く吹奏楽活動の復活を目指し、ラジオやネットの活用（佐世保市内の小学校校歌の編曲・演奏・YouTubeへの投稿）、無観客演奏会や海上自衛隊音楽隊（佐世保音楽隊）との練習会企画などの活動をおこなった。このほか、2022年4月に開校した西海市立大崎小学校の校歌の作曲を担当した。異動で県北地区を離れる見通しとなったことなどから、同校在籍15年を迎えた2023年3月に退職。
2023年4月、長崎短期大学保育学科准教授に就任。グループ校の九州文化学園高等学校吹奏楽部の外部講師も兼任。研究テーマは「世代を超えた音楽活動のできる街づくり、音楽を通した地域交流の活性化」。教鞭を執る傍ら、地域にも積極的に関わり、 佐世保市の文化部活動専門指導者派遣事業で地元の中学生を指導、ボランティアとしてFMさせぼにてパーソナリティを務めるなど、多岐にわたる活動をおこなう。 
佐世保東翔高等学校時代の教え子の前川希帆と共に、飲酒運転根絶と犯罪被害者支援を訴える講演活動に取り組む。2013年11月、前川は大学入試当日の朝、母親の車で駅へ向かう途中に、無免許・酒気帯び運転の対向車に正面衝突された。大学には入学したものの、怪我を負い前歯を失ったことで、トランペット奏者になるという夢を諦めざるを得なくなった経緯がある。
前川は中村に刺激を受け、指導者の道を目指し、長崎県立口加高等学校講師を経て、2021年4月、九州文化学園高等学校に教諭として着任。吹奏楽部の創設に携わり、外部講師の中村と前川の師弟での指導が実現した。2024年1月、同部最初の卒業生を称え、その成長した姿を披露する「ふるさとコンサート」を佐賀県有田町と長崎県平戸市で開催した。

## TV等出演歴
- TBS　系列おはようクジラ自慢の先生コーナー
- NBC　窓をあけて九州「熱血！リーゼント先生」
- 日本民間放送連盟　親の目・子の目「燃えろ！ブラスバンド！」
- NCC　スーパーJチャンネル長崎特集コーナー
- NCC　軽傷ではない2014[27]
- NCC　軽傷ではない～新たな夢～2018[28]
- FMさせぼ　ぶらばん！（第2，4月曜　21時～）[29]
- FMまいづる「海の京都」吹奏楽フェスタ[30]

## 主な講演歴
- 時津町安全・安心まちづくり町民大会（2014年8月2日）[31]
- 長崎犯罪被害者支援センター特別講演と吹奏楽コンサート（2015年2月15日）[32]
- 大久保小学校「いのちを見つめる集会」（2019年6月1日）[33][34][35]
- 犯罪被害者支援長崎大会（2020年11月18日）[36][37][38]

## 表彰
- 長崎県教育長より優秀教職員表彰（部活動部門）
- 文部科学大臣より優秀教職員表彰（部活動部門）[2]